# Never Grow Old (The Maytals)
Never Grow Old è un album del 1963 dei Toots & the Maytals (che usci a nome The Maytals), il loro primo in studio.

## Tracce
Brani composti da Clement Dodd e Frederick Toots Hibbert.
Lato A
1. I'll Never Grow Old – 2:06
2. Sweet Sweet Jenny – 2:38
3. Are You Mine – 2:57
4. Matthew Mark – 2:43
5. My Destination – 2:44
6. True Love – 2:56

Durata totale: 16:04
Lato B
1. Just Got to Be – 2:24
2. Treat Me Bad – 2:43
3. Hallelujah – 2:39
4. Don't Let – 3:02
5. War No More (aka Down by the Riverside) – 2:55
6. Tell Me You Love Me – 2:29

Durata totale: 16:12
- Il brano B5, reca sul retrocopertina dell'LP originale il titolo Warn'ne More, sull'etichetta del vinile War No More (stesso titolo riportato sul CD).

Edizione CD del 1997, pubblicato dalla Heartbeat Records (CD HB 143)
1. I'll Never Grow Old – 2:06
2. Sweet Sweet Jenny – 2:38
3. Are You Mine – 2:57
4. Matthew Mark – 2:43
5. My Destination – 2:44
6. True Love – 2:56
7. Just Got to Be – 2:24
8. Treat Me Bad – 2:43
9. Hallelujah – 2:39
10. Don't Let – 3:02
11. Warn No More (aka Down by the Riverside) – 2:55
12. Tell Me You Love Me – 2:29
13. Six and Seven Books of Moses – 2:24 – Bonus Track
14. Four Seasons (Version 1) – 2:42 – Bonus Track
15. Four Seasons (Version 2) – 2:39 – Bonus Track
16. I'm Gonna Sit Right Down and Cry (Over You) – 2:44 – Bonus Track

Durata totale: 42:45

## Formazione
The Maytals
- Frederick "Toots" Hibbert - voce solista
- Nathaniel Jerry Mathias (Nathaniel McCarthy) - accompagnamento vocale
- Henry Raleigh Gordon - accompagnamento vocale

Coxsone Downbeat Band
- Ernest Ranglin - chitarra
- Jackie Mittoo - pianoforte
- Johnny Dizzy Moore - tromba
- Don Drummond - trombone
- Roland Alphonso - sassofono
- Tommy McCook - sassofono
- Dennis Campbell - sassofono
- Charly Organaire - armonica
- Lloyd Brevett - basso
- Lloyd Knibbs - batteria